# Nokia 8.3 5G
Il Nokia 8.3 5G è uno smartphone del 2020 a marchio Nokia sviluppato da HMD Global, successore del Nokia 8.1 e primo smartphone 5G di HMD Global.

## Caratteristiche tecniche

### Hardware
Il Nokia 8.3 5G è uno smartphone con form factor di tipo slate, le cui dimensioni sono di 171.9 x 78.6 x 9 millimetri e pesa 220 grammi.
Il dispositivo è dotato di connettività GSM, HSPA, LTE e 5G, di Wi-Fi 802.11 a/b/g/n/ac dual-band con supporto a hotspot e Wi-Fi Direct, di Bluetooth 5.0 con A2DP, EDR ed LE, di GPS con A-GPS, BDS e GLONASS, di NFC e di radio FM. Ha una porta microUSB OTG 2.0 di tipo C 1.0 ed un ingresso per jack audio da 3.5 mm.
Il Nokia 8.3 5G è dotato di schermo touchscreen capacitivo da 6,81 pollici di diagonale, bordi molto ridotti e angoli arrotondati, di tipo IPS LCD, con aspect ratio 20:9 e risoluzione Full HD+ 1080 x 2400 pixel (densità di 386 pixel per pollice).
La batteria ai polimeri di litio da 4500 mAh non è removibile dall'utente. Supporta la ricarica rapida a 18 W.
Il chipset è uno Snapdragon 765G. La memoria interna è di 64/128 GB, espandibile con microSD, mentre la RAM è di 6/8 GB.
La fotocamera posteriore ha quattro sensori posizionati in un modulo circolare, uno da 64 MP con apertura f/1.9, uno da 12 MP grandangolare con f/2.2, uno da 2 MP macro e uno da 2 MP di profondità; è dotata di autofocus PDAF, HDR, ottiche Zeiss e doppio flash LED, con registrazione video 4K a 30 fps, con stabilizzazione EIS, mentre la fotocamera anteriore, posizionata in un foro in alto a sinistra nello schermo, è da 24 megapixel con apertura f/2.0, ottiche Zeiss, HDR e con registrazione video Full HD a 30 fps.

### Software
Il sistema operativo è Android, in versione Android 10, con Android One.

## Commercializzazione
Il dispositivo è stato rilasciato a settembre 2020, ed è presente sia in versione "mono" che dual SIM.